# Georges Bregy
Georges Bregy (nacido el 17 de enero de 1958 en Raron) es un exjugador de fútbol suizo que jugó como mediocampista.
Jugó por 54 partidos y marcó 12 goles en la selección entre 1984 y 1994. Jugó 4 juegos en la Copa Mundial de Fútbol de 1994 y anotó un gol de tiro libre contra la selección de Estados Unidos. También fue el capitán de la selección en ese mundial.
Bregy se convirtió el mayor goleador por año de Suiza en 1984, teniendo 21 goles en la liga.
Ahora es el director técnico del Raron, también lo fue del Lausanne, Thun, Zürich y el Stäfa.

## Clubes
- 1979-1984:  FC Sion
- 1984-1986:  BSC Young Boys
- 1986-1987:  FC Sion
- 1987-1988:  FC Martigny-Sports
- 1988-1990:  Lausanne-Sports
- 1990-1994:  BSC Young Boys